# Sovistrema

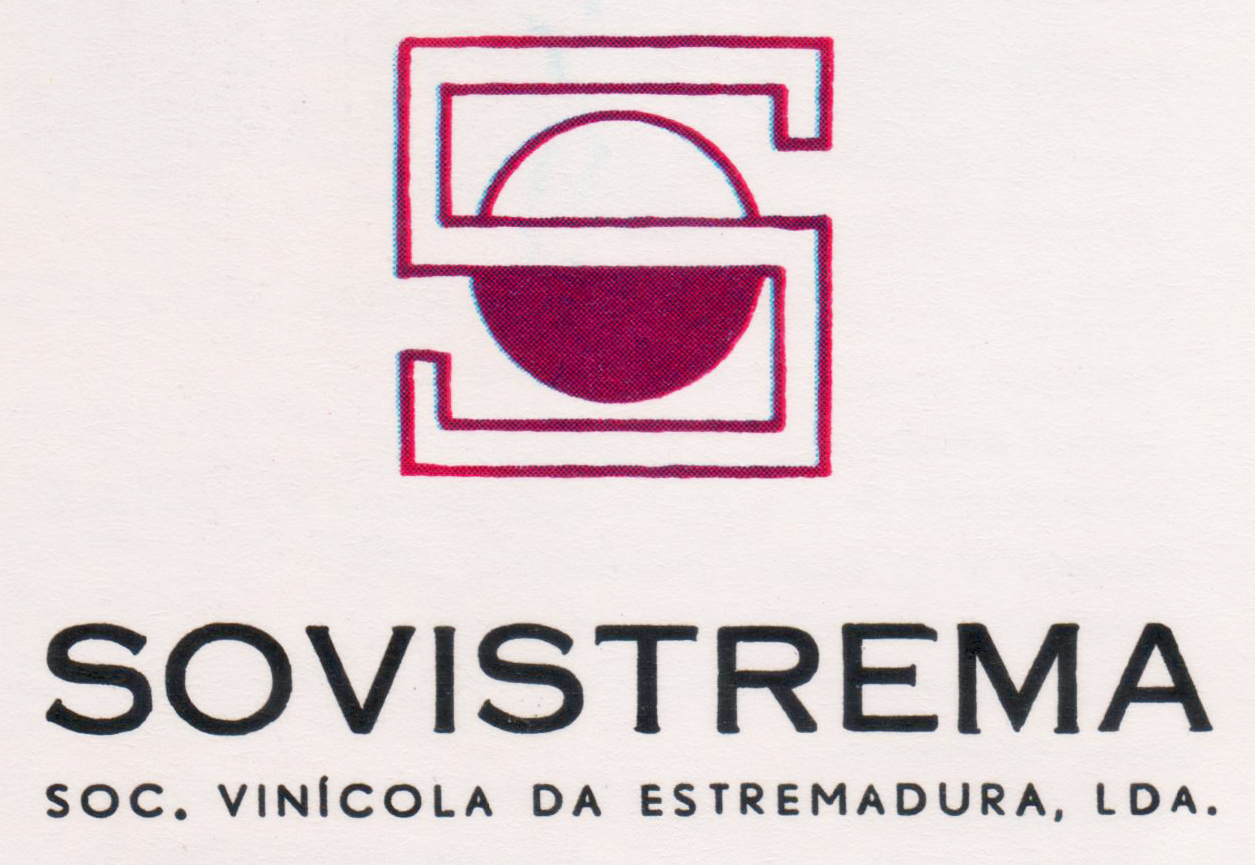
Sovistrema - Sociedade Vinícola da Estremadura, Lda. (Bombarral)

A Sovistrema - Sociedade Vinícola da Estremadura, Lda. foi uma empresa vinícola com sede no Bombarral, Portugal, fundada em 1972 por António Moreira Gomes dos Santos e a firma Sá, Dias & Filho. A Sovistrema exercia os seguintes tipos de atividade: armazenista, exportador (incluindo EUA e Bélgica), engarrafador e distribuidor.

## História
A Sovistrema foi a última empresa a ocupar a propriedade centenária localizada na Rua Júlio Tornelli, Bombarral, na proximidade da Estação de Caminho de Ferro. Júlio César Tornelli (1870 - 1928) foi o primeiro proprietário, tendo edificado o chalet oitocentista, inicialmente denominado de "Villa Palmira".

### Júlio Tornelli - Vinhos e Aguardentes
No final do século XIX, Júlio Tornelli, importante empresário de vinhos e aguardentes, edifica uma das melhores destilarias da região e o chalet romântico "Villa Palmira", em propriedade paralela à linha do caminho-de-ferro. A moradia oitocentista, de três pisos, com solução de molduras de pedra rusticadas envolvendo os vãos, incluía uma extensão posterior, eliminada ainda na primeira metade do séc. XX. Desta configuração original da propriedade, ainda se conservam atualmente a moradia, o edifício da casa da caldeira e os muros com vedação em ferro forjado. Júlio Tornelli foi também sócio de António Ferreira dos Santos, nos "Armazéns de Santo António", e da firma Ramiro de Magalhães & Companhia, que também detinha um grande complexo vinícola no centro do Bombarral. António Pereira Bernardino, após ter sido funcionário de Júlio Tornelli, fundou a sua conceituada empresa de vinhos em 1904. Republicano, Tornelli foi membro dos Órgãos Sociais do Centro Escolar Republicano João Chagas, presidente da Comissão Municipal Republicana do Concelho de Óbidos (1910-1911) e presidente da Câmara Municipal de Óbidos (1910-1914). Foi posteriormente presidente da Comissão Executiva da primeira Câmara Municipal do Bombarral (1914-1916) e Presidente da Câmara (1916-1917). Nos anos 20, vende o seu património, passando a residir em Lisboa.

### António Rodrigo Batista - Vinhos e Aguardentes
Nos anos 1930, a propriedade pertence à empresa "António Rodrigo Batista - Vinhos e Aguardentes", armazenista e exportador, que efetua várias alterações arquitetónicas. Em 1936, é construído novo armazém, de orientação modernista, com a característica fachada tríptica. Distribuído por uma planta retangular ampla, sobre uma cave, o armazém alberga vários depósitos de elevada capacidade de armazenamento. Em 1944, é construído armazém adjacente, com pavimento único e terraço, assinado pelo arquitecto J. Pereira da Silva, de Lisboa, eliminando a ala posterior da moradia oitocentista, agora denominada "Vila Batista”. Na década de 1950, numa altura de crise no negócio vinícola, António Batista recorre aos serviços de António Moreira Gomes dos Santos, que desempenhou os cargos de analista de vinho e contabilista.

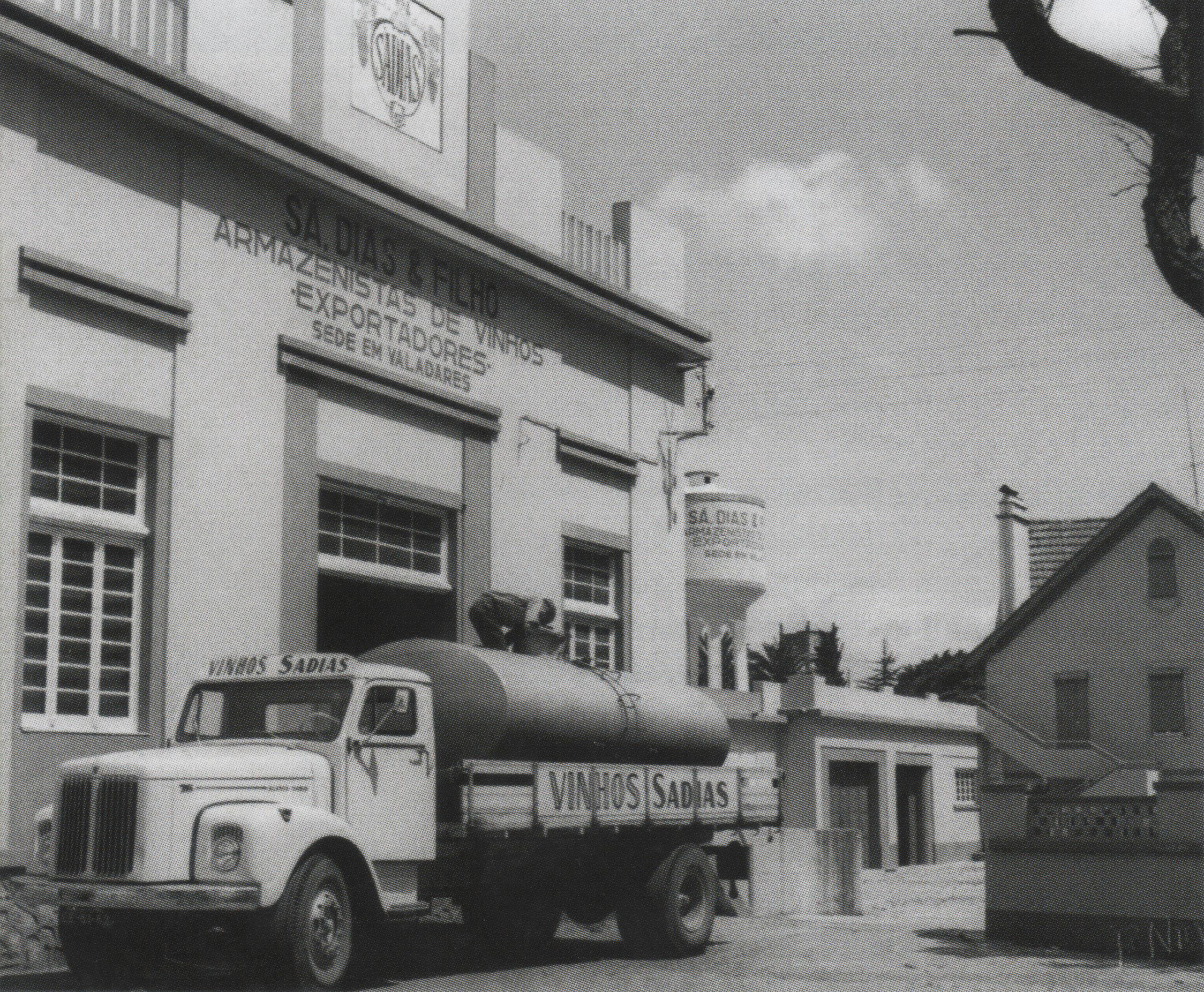
Armazéns "SADIAS", anos 60, Rua Júlio Tornelli, Bombarral

### Sá, Dias & Filho
No início dos anos 1960, a propriedade, entretanto arrestada, é adquirida pela empresa "Sá, Dias & Filho", com sede em Valadares, armazenistas e exportadores, nomeadamente para o Brasil. António Moreira Gomes dos Santos, que prestava serviços em Salvaterra de Magos, regressou a estas instalações como gestor. A empresa procedeu a diversas transformações logísticas e laborais, incluindo construção de novos depósitos. É também neste período que são realizadas alterações ao rés-do-chão da moradia. A empresa comercializava as marcas: "Campo Velho" (garrafeira reserva), "Sadias" (vinho maduro), "Monte Real" (rosé) ou "Sadio" (vinho verde). Em 1972, é criada a Sovistrema - Sociedade Vinícola da Estremadura, Lda.

### António Moreira Gomes dos Santos

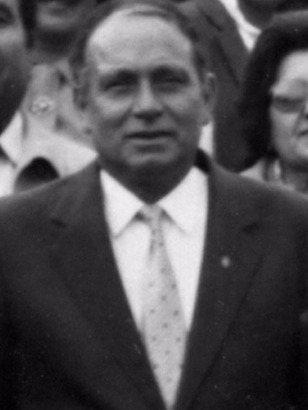
António Moreira Gomes dos Santos

António Moreira Gomes dos Santos (Bombarral, 17 de fevereiro de 1932 - Lisboa, 10 de março de 2001) foi um empresário português, primeiro filho de Salustiano Gomes dos Santos (proprietário de tanoaria na atual Av. Casimiro da Silva Marques, Bombarral) e Adelaide Moreira Gomes dos Santos. Respeitado enólogo, iniciou a sua vida profissional em grandes firmas vinícolas nas décadas de 50 e 60, incluindo a Sociedade Comercial Pereira Bernardino, Lda., António Rodrigo Batista - Vinhos e Aguardentes, como analista e contabilista, e mais tarde, a Sá, Dias & Filho, enquanto sócio e gestor. Em 1972, foi sócio-fundador da Sovistrema, com Fernando de Sá Alves. Nos anos 1980s, a empresa registava um comércio médio anual de 3M de litros. Posteriormente, António Moreira Gomes dos Santos, e família, tornam-se os únicos proprietários da empresa. Após o falecimento de António Moreira, a gestão da empresa é assumida pelo seu filho, António Augusto Moreira Gomes dos Santos, até 2006, ano de fim de actividade.
Em abril de 1992, fez parte da assinatura, em representação do comércio, da escritura pública de criação da Comissão Vitivinícola Regional (C.R.V.) de Óbidos, três anos após a aprovação dos estatutos da Zona Vitivinícola de Óbidos, em outubro de 1989 (DL n.º 342/1989). Pertenceu também à Confraria dos Enófilos da Estremadura, desde 22 de julho de 1995, na qualidade de Confrade Fundador.
Foi presidente do Sport Clube Escolar Bombarralense (SCEB), nos anos 70, e Sócio Honorário do mesmo, desde 1984. Integrou a comissão Pró-Sede do SCEB (1978/83), que contribuiu para a construção da sua atual sede, inaugurada em 1983. Foi sócio-fundador do Hotel Comendador, inaugurado em 1998, no Bombarral. Militante do PSD, foi também tesoureiro da Junta de Freguesia do Bombarral (1980-1982), vogal da assembleia de freguesia (1983-1985) e vereador da Câmara Municipal do Bombarral (1990-1992 e 1993-1994).

## Marcas

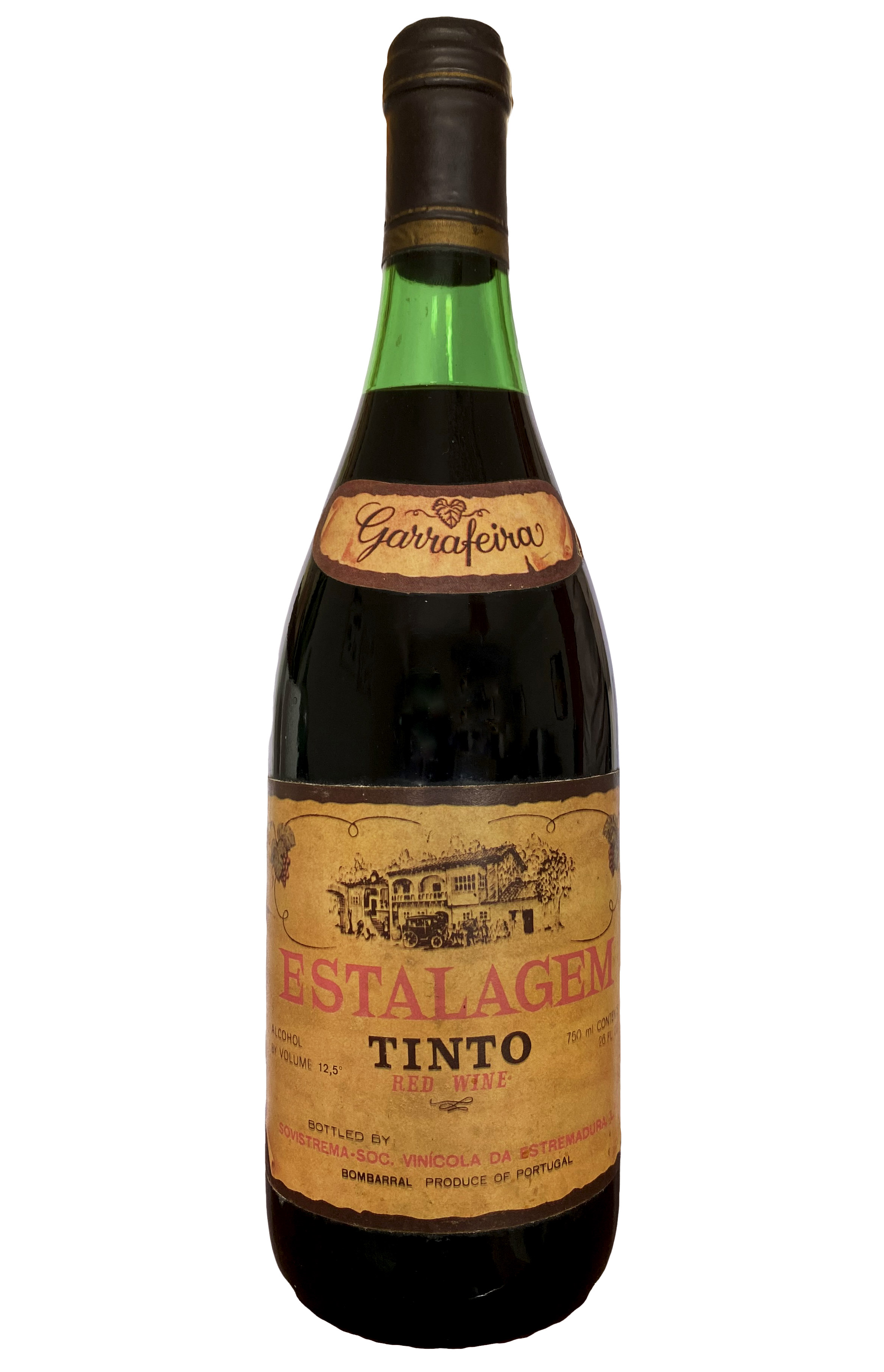
Garrafa Estalagem tinto (Sovistrema)

A Sovistrema teve como principais marcas de vinho: Estalagem; Sovistrema; Costa Nova.
Comercializava também aguardente, vinho licoroso e brandy.
Em 1985, o vinho Estalagem tinto (Garrafeira 1981), de castas selecionadas das regiões de Pegões e Estremadura, foi premiado com a placa de prata (2º Prémio) de "Vinho Tinto - Estagiado", do 5º Festival do Vinho Português.